# Bachem Ba 349 Natter
Bachem Ba 349 Natter - foi um avião-foguete desenvolvido pela Alemanha Nazista no final da Segunda Guerra Mundial como parte do desesperado esforço de evitar a derrota.

## História
Já no início da guerra Werner von Braun propôs a criação de um caça-foguete interceptador. Os militares rejeitaram sua proposta na época. Somente em 1944 com os intensos e constantes bombardeios aliados é que esta ideia foi novamente considerada. O Dr. Erich Bachem, engenheiro da fábrica de aviões Fieseler, há anos insistia inutilmente na realização deste projeto.
Quando empresa Heinkel ganhou a concorrência para a fabricação do jato Heinkel He 162 para a defesa de locais estratégicos, o Dr. Bachem procurou a ajuda de Heinrich Himmler chefe da  SS e conseguiu seu apoio. Com verbas da SS o projeto foi realizado. Era de construção simples, rápida, utilizava materiais baratos (por exemplo suas asas eram feitas de madeira) e podia ser construído por operários não especializados. Empregava o mesmo motor do Messerschmitt Me 163 e mais 4 foguetes de combustível sólido que proporcionavam impulso extra. Seria equipado com dois canhões de 30mm  ou  foguetes (de 24 a 33) instalados em seu bico.
Sua operação de decolagem era original: seria lançado de uma torre vertical como um foguete. Os controles permaneciam travados até que os foguetes de combustível sólido queimassem completamente. Depois de sua queima total eram descartados e o avião passaria  a ser controlado remotamente pela torre. Neste momento os controles já encontravam-se destravados de modo que o piloto pudesse controla-lo se necessário. Ele então mergulhava sobre as formações compactas de bombardeios aliados e lançava de uma só vez todos os seus foguetes de modo a causar-lhes os maiores danos possíveis. Depois do ataque o piloto acionava um dispositivo explosivo liberando a parte frontal da aeronave e saltava de pára-quedas. O motor pousava com auxílio de outro pára-quedas e era recuperado para ser usado novamente em outro avião.
Este avião foi batizado "Natter" ( Víbora ).
Em seu primeiro teste (setembro de 1944), rebocado por um Heinkel He 111 comportou-se como esperado seu piloto achou fácil controla-lo e o teste foi bem sucedido. O primeiro lançamento a partir do solo falhou. Outros lançamentos não-tripulados e apenas com combustível sólido foram feitos com sucesso.
Em 28 de fevereiro de 1945, naquele que seria seu primeiro voo tripulado ele despedaçou-se no ar e na queda matou seu piloto Lothar Siebert. Mesmo assim outros pilotos se ofereceram para pilota-lo, as deficiências do projeto foram corrigidas e por fim uma bateria de 10 Natters foi instalada próximo a Stuttgart.
Os pilotos permaneceram dias de prontidão. Mas os bombardeiros aliados não voaram dentro de sua área de ação de modo que o Natter não teve a oportunidade de ser usado.
Em fins de abril de 1945 os aliados ocuparam a região. Para evitar que a arma caísse nas mãos do inimigo os alemães destruíram todos estes Bachem Ba 349 Natter  e suas instalações de lançamento. Existem dúvidas sobre a funcionalidade desta arma até hoje.
Restam hoje apenas dois: um no Deutsches Museum, em Munique e outro no Smithsonian's National Air and Space Museum ( EUA ).

## Imagens

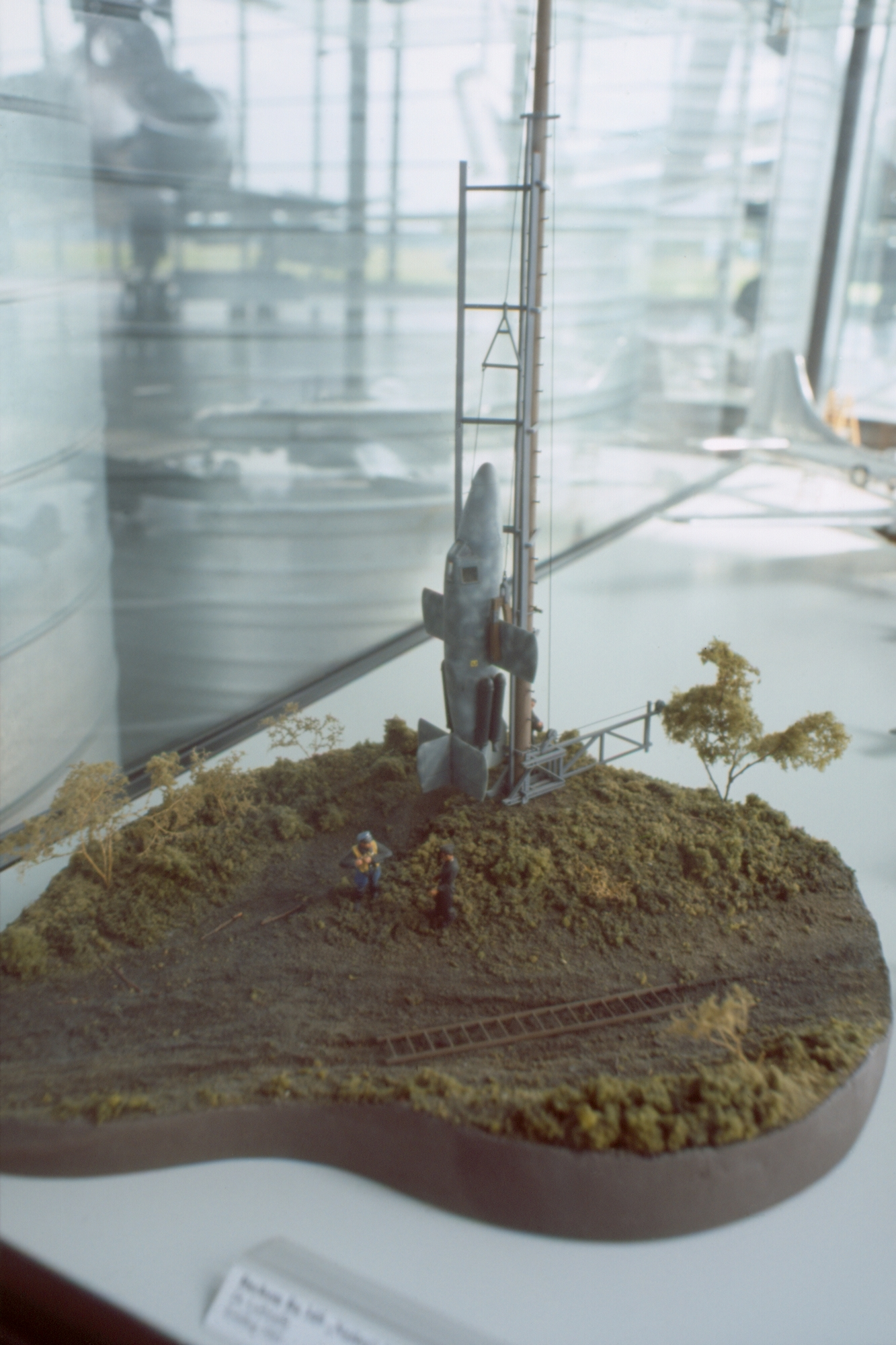
Modelo em escala da sua torre de lançamento...
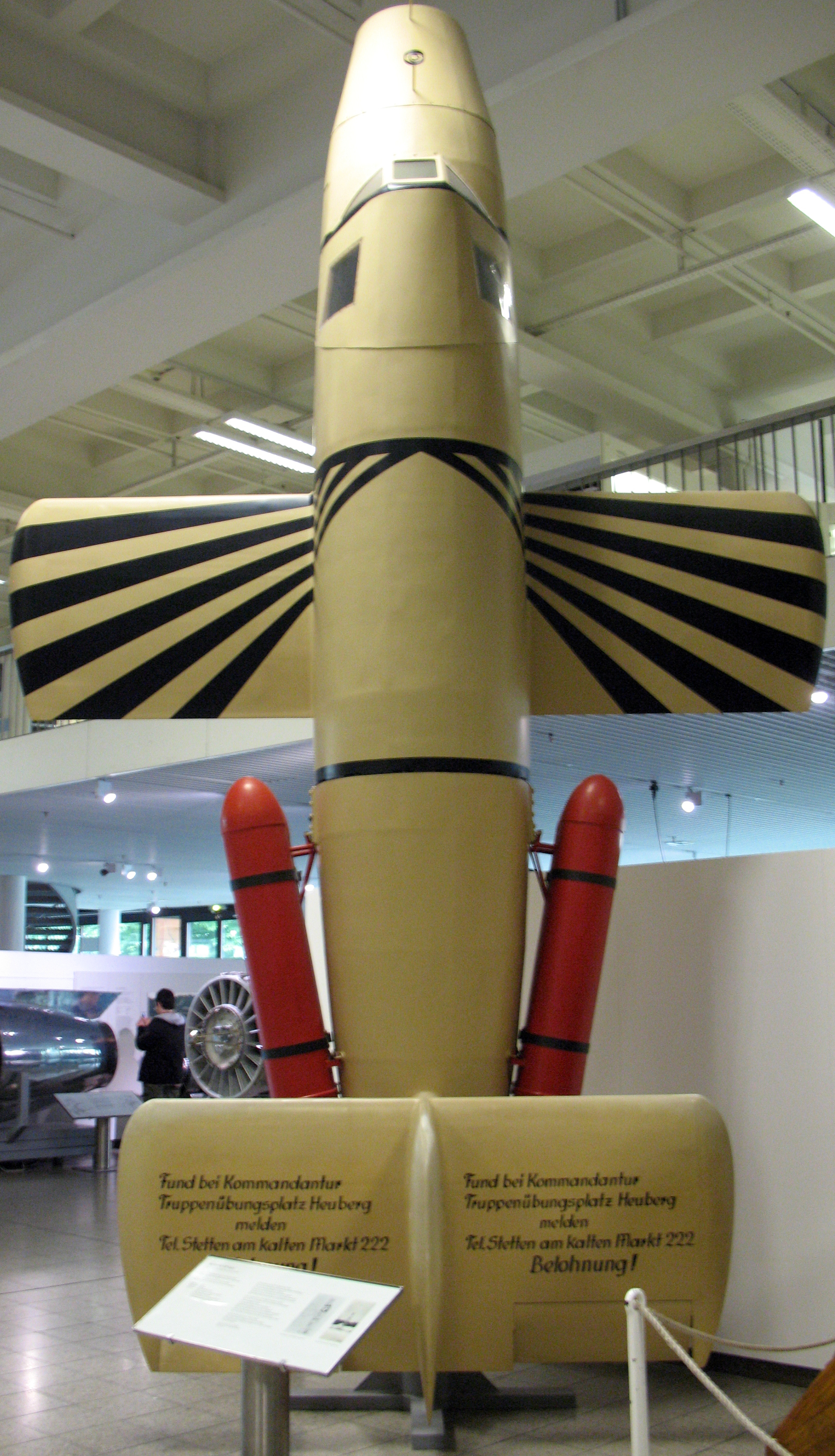
... e uma réplica do Natter no Deutsches Museum de Munique.
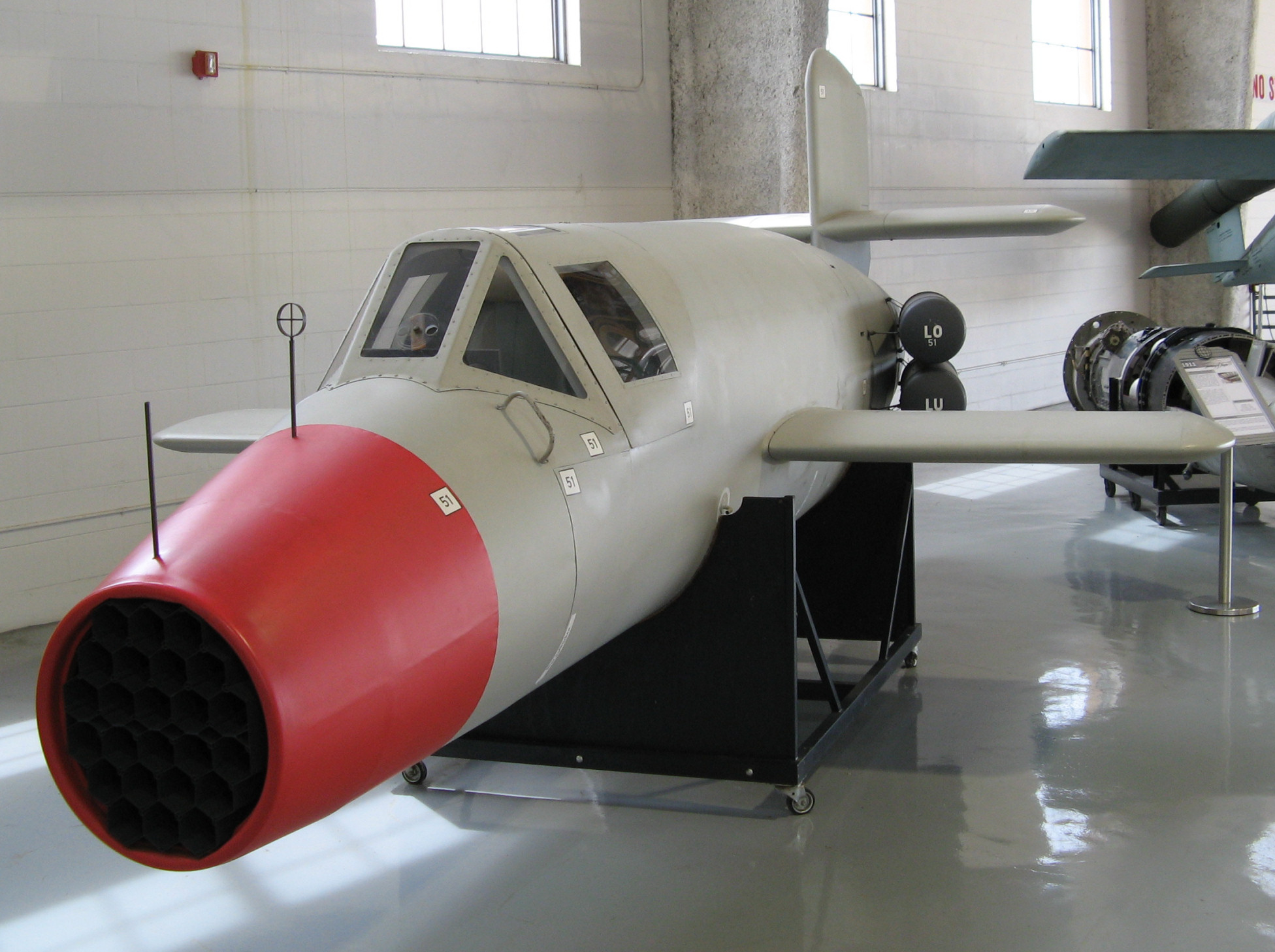
Réplica no museu Fantasy of Flight (Polk City, Flórida, EUA).
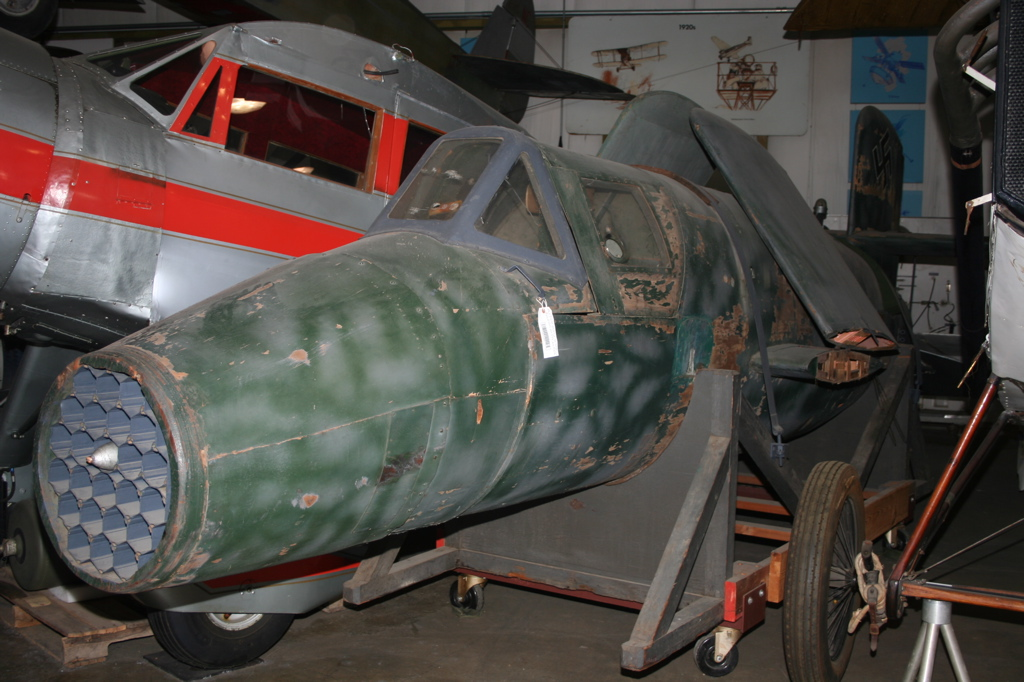
Um Natter não restaurado no Smithsonian's National Air and Space Museum.
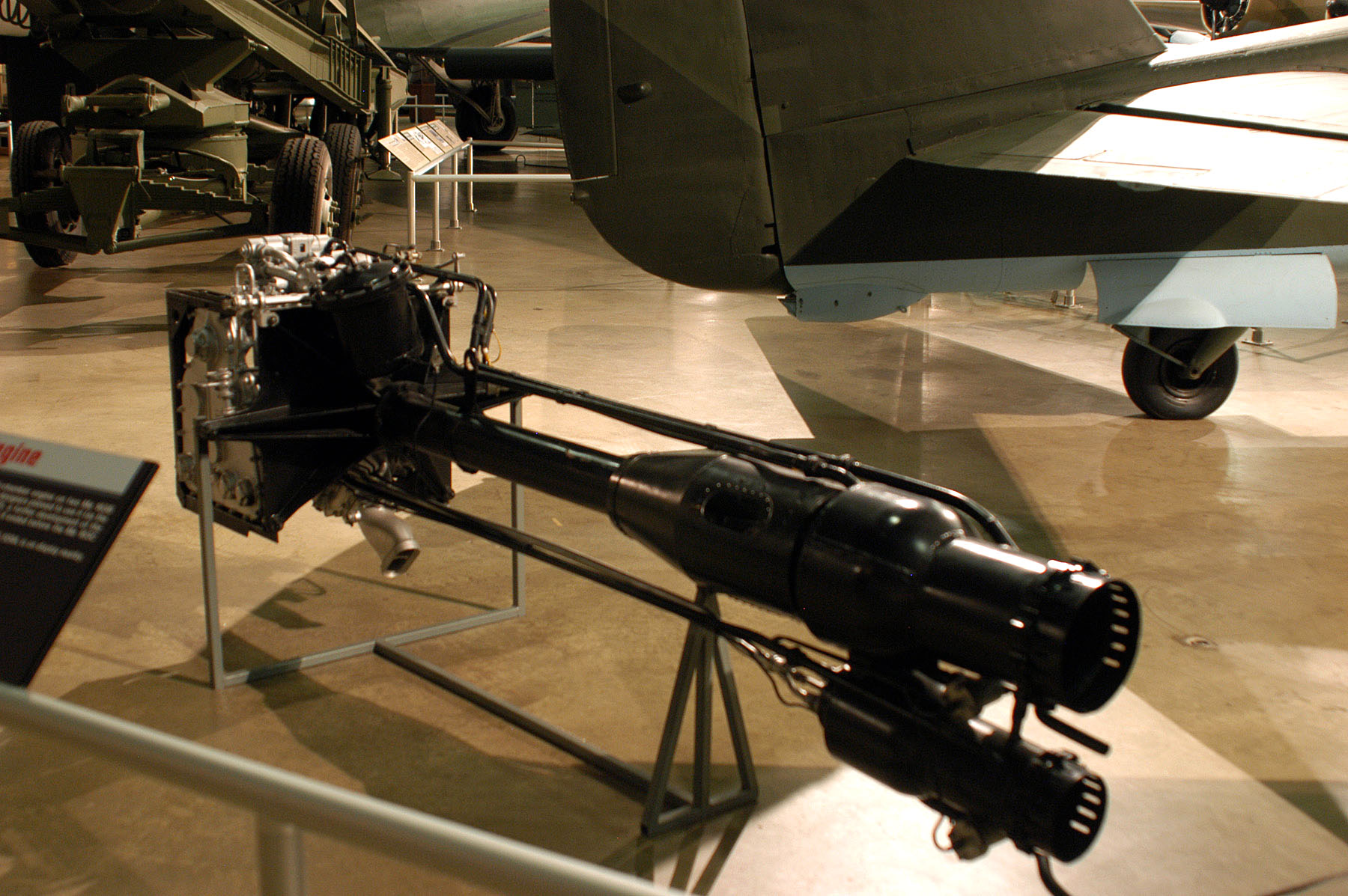
Walter HWK 109-509, Motor de foguete usado pelo Natter.
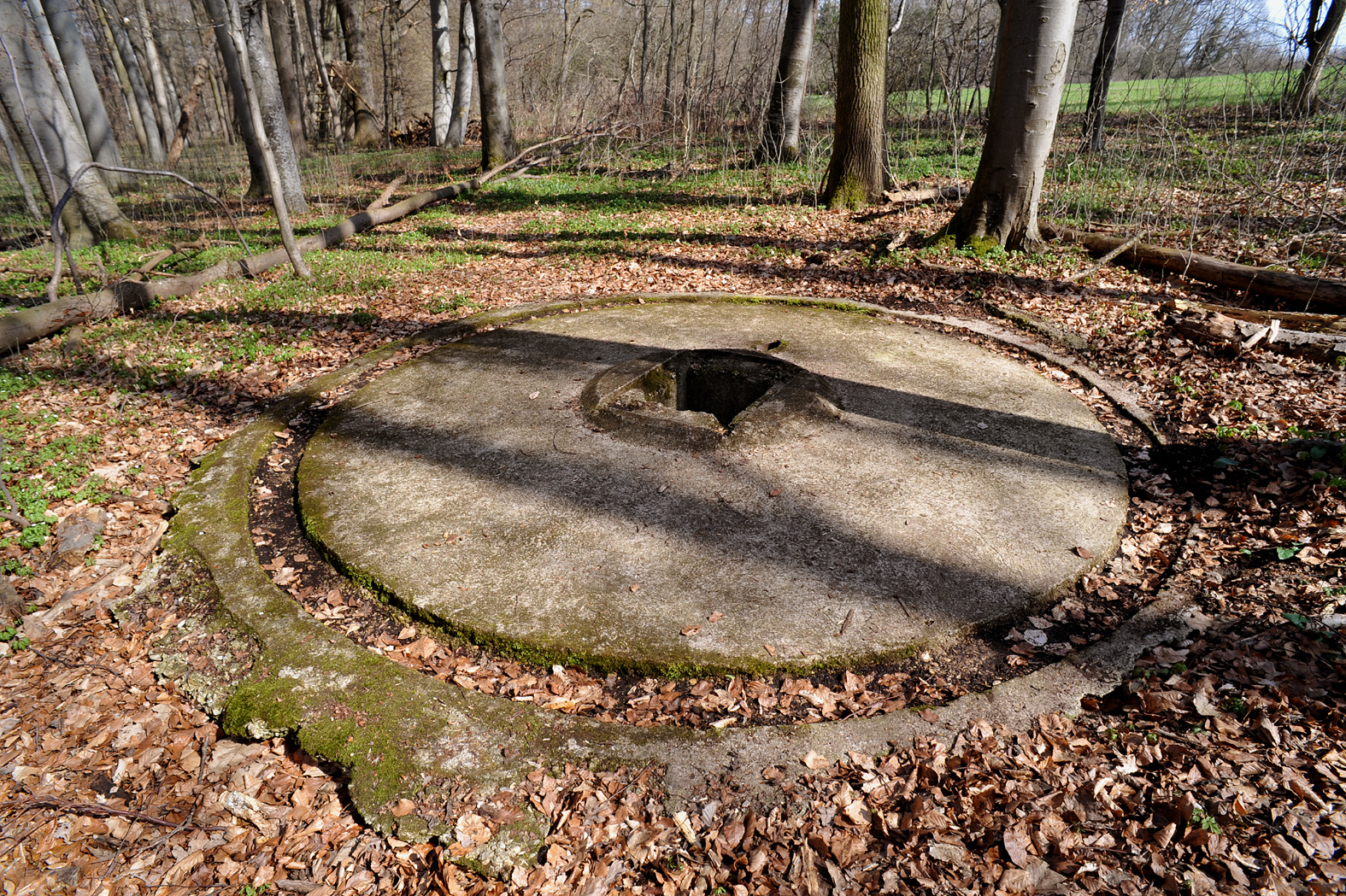
Vestígio de um local de lançamento do Natter na floresta de Hasenholz  em Kirchheim na Alemanha

### Sites
- «Luftarchiv» (em alemão)
- «Deutsches Museum» (em inglês)
- «Mairus»

### Vídeos
- No site Youtube existem vídeos sobre o Bachem Ba 349 Natter.